# Kowmenj
Kowmenj (persiska: کومنج, Gūmī, Gūmeh, Gomīn) är en ort i Iran.   Den ligger i provinsen Khorasan, i den östra delen av landet, 800 km öster om huvudstaden Teheran. Kowmenj ligger 1 823 meter över havet och antalet invånare är 101.
Terrängen runt Kowmenj är lite bergig.Runt Kowmenj är det glesbefolkat, med 12 invånare per kvadratkilometer. Närmaste större samhälle är Pīshbar, 13,2 km nordväst om Kowmenj. Omgivningarna runt Kowmenj är i huvudsak ett öppet busklandskap.